# ドラマックス
『ドラマックス』（どらまっくす）とは仙台放送が2007年4月7日から放送の新ドラマ関係の番宣番組（ミニ番組）。なお、この番組は『JUNI BOX』の姉妹番組でもある。

## 概要
4月9日から4月23日まで『情報ライブ』の月曜中半枠にて『ドラマックスPLUS』という当番組の姉妹版がスタートしていた。
なお、『ドラマックス』自体は1月と4月と7月と10月の新ドラマスタート時期の週末に放送されている（いわゆる不定期番組）。

## 備考
PLUSでは前番組『イチ押し!ものまねチャンネル!』と同様、温泉ペア宿泊券のプレゼントがあった。

## 出演者
- 出射由佳（司会、仙台放送アナウンサー）
- JUNIくん（アシスタント）

## 放送時間

### ドラマックス
『JUNI BOX』の時間帯に放送。

### ドラマックスPLUS
- 2007年4月9日 - 4月23日 月曜16:44 - 16:55